# Капустино (Новодугинский район)
 Капустино— деревня  в  Смоленской области России,  в Новодугинском районе. Расположена в северо-восточной части области  в 10  км к югу от Новодугина, в 3-х км к востоку от станции Усадище на железнодорожной ветке Вязьма – Ржев.   Население — 162 жителя  (2007 год). Административный центр Капустинского сельского поселения.

## Экономика
Средняя школа.